# Aloe francombei
Aloe francombei är en grästrädsväxtart som beskrevs av Leonard Eric Newton. Aloe francombei ingår i släktet Aloe och familjen grästrädsväxter. Inga underarter finns listade i Catalogue of Life.